# Club del entresuelo

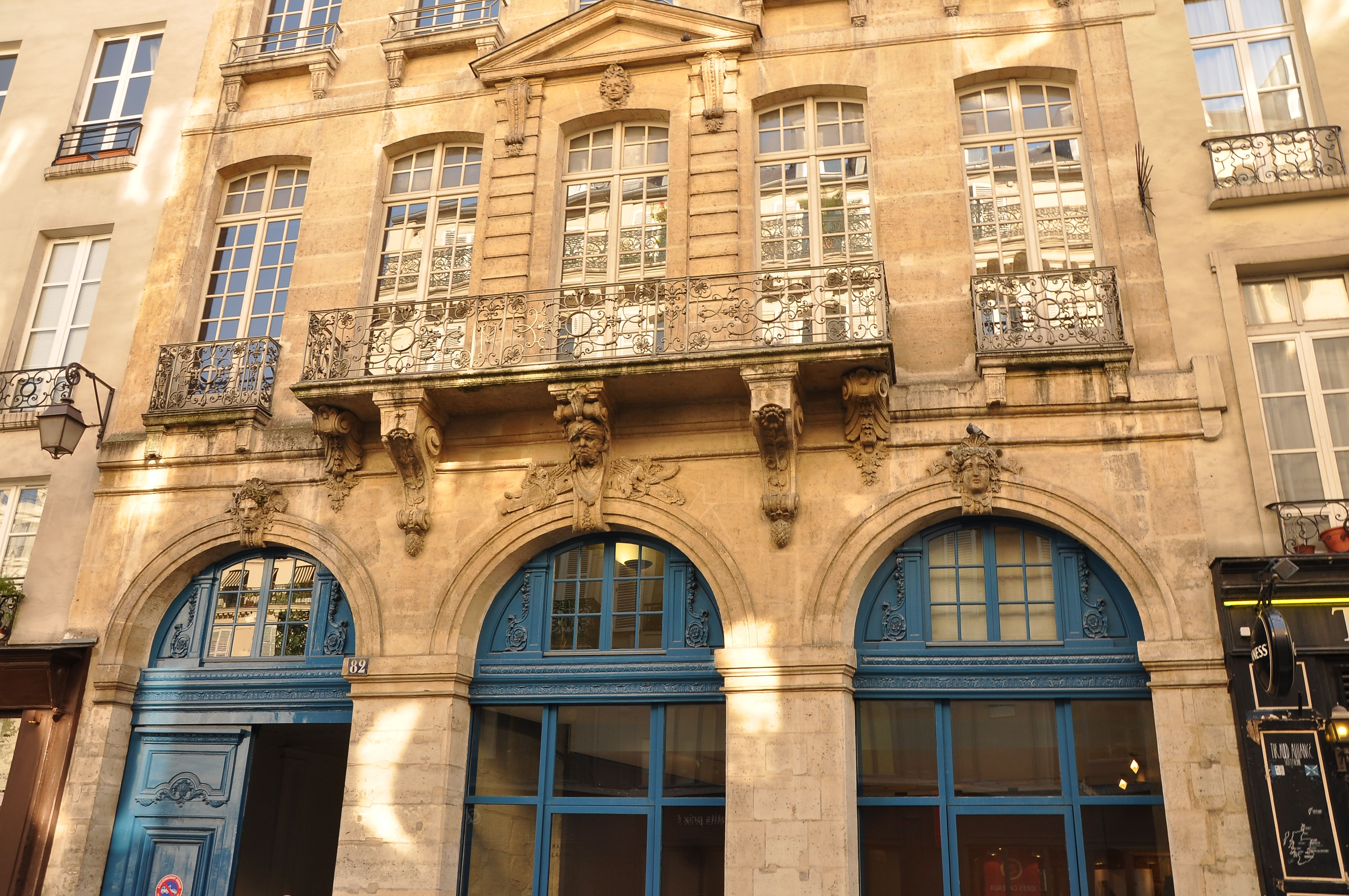
La entrada del Hôtel du Président Hénault

El Club del entresuelo (en francés original, Club de l'Entresol) era un círculo privado creado en París en 1720 sobre el modelo inglés de club, con el propósito de discutir cuestiones políticas y económicas.

## Historia
La muerte de Luis XIV de Francia y la instauración de la Regencia en 1715 había inaugurado un periodo de efervescencia intelectual que favorecía la emergencia de la Ilustración. El club fue creado en este contexto por los abates D'Alary y Saint-Pierre y se reunía todos los sábados desde las cinco de la tarde a las ocho en el apartamento de un piso situado en el entresuelo del Hôtel del "Presidente" Hénault, en la plaza Vendôme. En oposición a los salones literarios, los miembros del club eran, en principio, exclusivamente masculinos y su número voluntariamente restringido a una veintena. Algunos extranjeros de paso podían ser invitados a las reuniones, e incluso algunas damas de la alta sociedad.
Fuera de sus creadores, los habituales del club fueron el marqués d’Argenson, Montesquieu, el marqués de Balleroy, el abate de Bragelonne, el abate de Pomponne, Claude-Adrien Helvétius, el mariscal-duque de Coigny, el mariscal de Matignon, el marqués de Lassay, el conde Verteillac, el duque de Noirmoutier, y Saint-Contest.
Entre las mujeres que fueron invitadas pueden citarse: Marie du Deffand, Madame de Luxembourg, Madame de Pont de Veyle, Madame de Rochefort, Madame Bernin de Valentinay, marquesa d’Usés, Madame de Forcalquier. Los ingleses Horace Walpole, el caballero de Ramsay y el vizconde Bolingbroke tuvieron la ocasión de participar en algunas de las veladas del club.
Inquieto por las ideas desarrolladas por los miembros del Club (contrarias al mercantilismo) y más todavía por las personalidades extranjeras que lo frecuentaban, el cardenal Fleury puso fin a la actividad del club en 1731.

## Galería

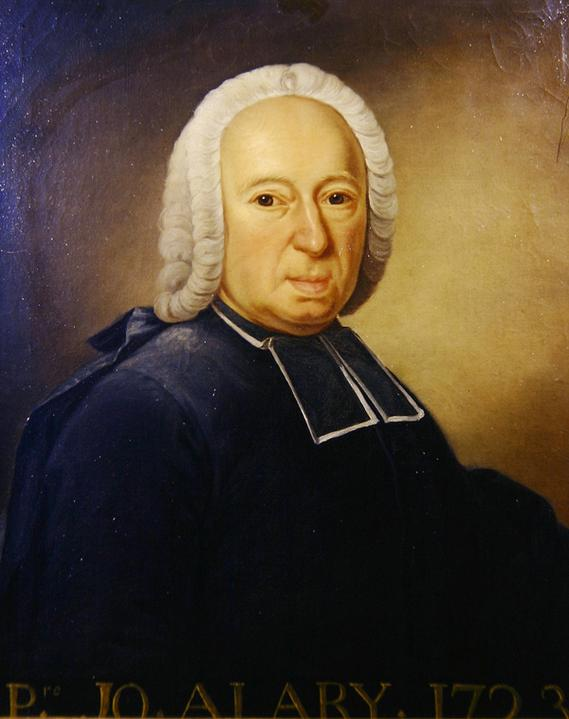
Pierre-Joseph Alary. Pintura por Claude Pougin de Saint-Aubin (1730-1783) - Archivos de la Academia francesa.
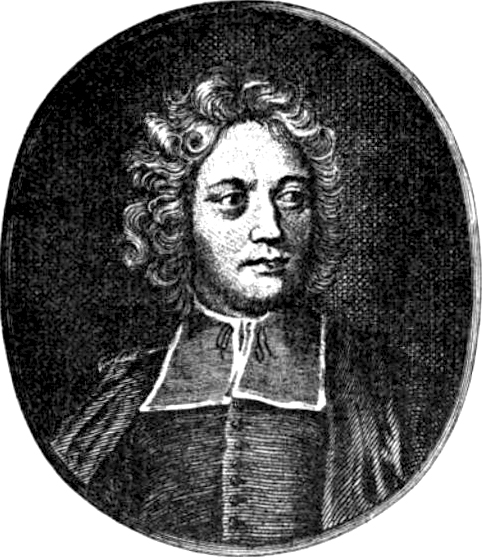
Charles-Irénée Castel de Saint-Pierre presentando su Projet pour rendre la paix perpétuelle en Europe ("Proyecto para dar la paz perpetua a Europa") en este lugar.
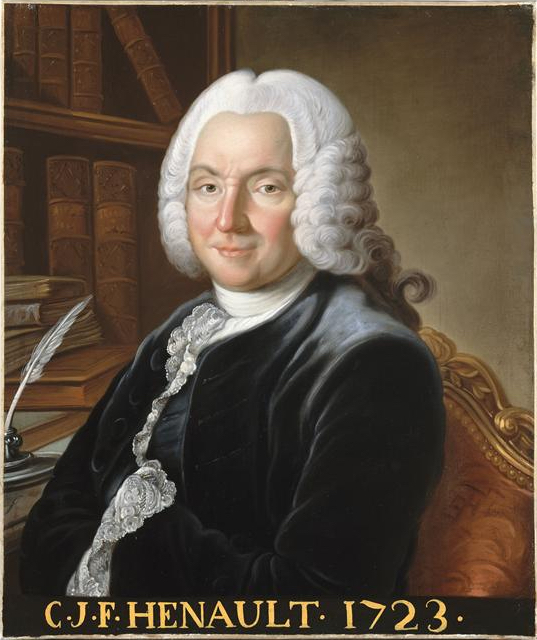
El miembro Charles-Jean-François Hénault en su apartamento N° 7 Hôtel du Président, Plaza Vendôme, en París.